# 威廉姆斯FW44
威廉姆斯FW44是2022年世界一级方程式锦标赛威廉姆斯车队的比賽用車。由威廉姆斯车队在弗朗索瓦-澤維爾·德梅松指導下设计和制造的一级方程式赛车。賽車由尼古拉斯·拉提菲和亞歷山大·阿爾本駕駛，他們分別為車隊效力第三年和第一年。賽車是威廉姆斯車隊在2022年新技術規則下第一款的一級方程式賽車，和在車隊賣盤給新老闆喬斯特·卡皮托后的第一輛賽車。

## 賽車塗裝
FW44的塗裝採用了與之前的FW43B完全不同的設計。塗裝主要顏色是藍色。深和淺的藍色交替出現，覆蓋賽車大部分的區域。深藍色出現在側面、Halo上、進氣口上和前後翼上。另一方面，淺藍色覆蓋了大部分的引擎罩、前翼兩側和尾翼艙壁內部的條紋。引擎罩有裝飾性的菱形圖案，它由深和淺的藍色組成。尾翼、側箱、後翼和進氣口開口周圍的區域塗上了紅色。最後在前翼主平面上的條帶塗上了紅色和淺藍色。

## 賽車設計及研發

### 背景
新一代技術規則原定於2021年賽季推出。但是由於2019冠状病毒病疫情，規則被推遲到至2022年推出。因此，從2020年3月28日至2020年12月31日，所有新一代賽車的開發都暫停了。

### 賽車設計
FW44是一輛全新的賽車。地面效应（文丘里效应）自在1983年廢除後首次重新允许赛车使用，以减小下压力损失及跟车乱流影响。
上賽季，賽車還有引流板，現在有進氣口將空氣帶到賽車底部，頭翼也根據規定進行了簡化。前翼由4個元件組成，圓形的前翼連接到第二個元件。另一方面，其他元件按照規則的要求橫向連接到前翼上。
FW44安裝了規則要求的18寸輪胎，配備輪罩和轂。變速箱由鋁製成，由梅賽德斯提供。後懸架由威廉姆斯製造。
大部分賽車的冷卻系統集中在側箱（並在那裡設置了大的散熱器入口），但隨後將側箱收縮。側面進氣口呈三角形。引擎罩很窄，沒有散熱口。懸架是前推桿/後拉桿的傳統佈置。與艾法托利AT03相比，文丘里隧道頂部的區域裸露在側箱的邊緣，突顯了非常不同的冷卻路線，通過文丘里隧道流出的空氣與從文丘里隧道頂部流過的空氣之間產生氣壓差，這有助於提高車身底部氣流的速度，藉此增加下壓力。

## 賽季記錄

### 季前
威廉姆斯FW44於2022年2月15日在銀石賽道正式亮相，拉提菲和阿爾本在當天完成了首次試車。賽車於2月23日至2月25日參加了在巴塞罗那-加泰罗尼亚赛道進行2022年一級方程式季前測試第一回合。在三個測試日內，該車完成了347圈；總共1,622（1,008英里），相當於接近5.3個大獎賽比賽距離。賽車隨後於3月10日至3月12日參加了在巴林国际赛道進行的第二回合季前測試。在三個測試日內，賽車完成了258圈；總共1,396（867英里），相當於4.6個大獎賽比賽距離。兩項測試都表明，賽車擁有良好可靠性，但賽車的刹車系統在第二回合測試的第二天着火了。根據數據，賽車的速度在所有賽車中排在最後。賽車速度較慢的原因是產生了嚴重的海豚跳效應（由於地面效應導致賽車產生共振，使汽車快速上下跳動），同時他們的最快圈是在氣溫最高的時候設下的。

### 賽季首五站
兩位車手在2022年巴林大獎賽的自由練習中表現不好，兩位車手都位居末位。賽車的速度很慢，最快圈也只是1:34.486。阿爾本表示車隊正在取得進展，他正在了解賽車的特性並調整駕駛風格以適應賽車。拉提菲表示車隊仍在努力準確地了解賽車需要如何設置才能達到最快的速度。阿爾本和拉提菲分別在排位賽獲得第十四名和第二十名。在比賽中，兩位車手在起步后都保持位置。最後阿爾本以第十三名完賽，拉提菲則以第十六名完賽。拉提菲表示“我們一直缺乏速度，在整體抓地力、平衡和輪胎退化方面苦苦掙扎。”結果使威廉姆斯在車隊積分榜中排在第八位。阿爾本在車手積分榜排名第十三，拉提菲排名第十六。
七天後來到沙特阿拉伯大獎賽，賽車並沒有進行任何升級。阿爾本和拉提菲分別在排位賽獲得第十七名和第十九名。第15圈，拉提菲因在第13號彎撞車而退賽，導致安全車進場。
阿爾本在比賽末段與蘭斯·斯托爾發生碰撞，阿爾本賽後遭判罰在澳大利亞大獎賽罰退三個發車位，阿爾本也因碰撞造成的損壞而需要退賽。
阿爾本對自己撞上斯托爾的舉動不感到後悔，認爲這只是意外。在沙特阿拉伯大獎賽後，威廉姆斯仍然未能得分。
威廉姆斯車隊在澳大利亞大獎賽的經歷可說是大起大跌。拉提菲在第一階段排位賽中與蘭斯·斯托爾發生嚴重碰撞事故，斯托爾因此遭罰退三位。拉提菲的賽車嚴重損壞，正賽將從第十八位起步。阿爾本在排位賽後檢查期間無法從他的賽車中提取規則所需的一公升燃油樣本而被賽會取消排位賽成績，到了正賽，阿爾本使用硬胎起步，一直跑了57圈才進站換胎。這個特別的戰術最終讓他以第十名完賽，而拉提菲則以第十六名完賽。阿爾本的第十名為自己和車隊帶來了本賽季第一個積分，這一分協助威廉姆斯在車隊積分榜超越阿斯顿·马丁，升上第九位。
車隊沒有為艾米利亞-羅馬涅大獎賽帶來任何更新。阿爾本在第一階段排位賽時，煞車碟突然著火，其後更發生爆炸，導致賽會需要發出紅旗暫停排位賽。車隊未能在排位賽完結之前修復賽車，因此阿爾本在排位賽中未有做出時間，但賽會允許他參加衝刺賽賽事，並在第二十位起步。拉提菲在排位賽獲得第十八名。在賽季首場衝刺賽中，阿爾本和拉提菲分別以第十八和第十九名完成比賽。在正賽中，阿爾本憑著提早進站換上乾胎而提升許多位置，並在進站後頑強抵抗皮埃爾·蓋斯利的進攻，最後以第十一名完賽。拉提菲雖然也因為提早進站換上乾胎而提升許多位置，但他的速度太慢，一直被其他車手超越，最終以第十六名完賽。由於阿斯顿·马丁兩位車手都在積分區位置完賽，因此威廉姆斯在車隊積分榜被阿斯顿·马丁重新超越，跌至第十位。
在首屆邁阿密大獎賽，阿爾本再次完成「不可能的任務」。阿爾本和拉提菲分別在排位賽獲得第十八名和第十九名。阿爾本在比賽期間一直守在第十四名，其後第四十一圈，麥拉倫車手蘭多·諾里斯與皮埃爾·蓋斯利發生碰撞，兩位車手雙雙退賽，導致安全車進場，阿爾本升上第十二名。第五十四圈，米克·舒马赫撞上塞巴斯蒂安·維泰爾，舒马赫需要進站換上新前翼，維泰爾退賽，阿爾本以第十名完賽，再因為费尔南多·阿隆索的加時懲罰而升上第九名。拉提菲只能以第十四名完賽。

## 完整一級方程式參賽成績
(賽果底色示意列表)

粗體－桿位 斜體－最快圈速 * – 賽季進行中 1 2 3 4 5 6 7 8 – 衝刺賽積分名次

† –  車手未完成賽事，但已完成90%的原定賽程，因而有排名 

‡ –  由於未完成預定距離的75％，因此該場比賽只能獲得一半積分 

| 年份   | 底盤         | 動力單元（Power unit）              | 輪胎 | 車號 | 車手            | 大獎賽 | 大獎賽 | 大獎賽 | 大獎賽              | 大獎賽 | 大獎賽 | 大獎賽 | 大獎賽   | 大獎賽 | 大獎賽 | 大獎賽 | 大獎賽 | 大獎賽 | 大獎賽 | 大獎賽 | 大獎賽 | 大獎賽 | 大獎賽 | 大獎賽 | 大獎賽 | 大獎賽 | 大獎賽 | 積分 | 名次 |
| 年份   | 底盤         | 動力單元（Power unit）              | 輪胎 | 車號 | 車手            | 巴     | 沙     | 澳     | 艾米利亚-罗马涅大区 | 邁     | 西     | 摩     | 阿塞拜疆 | 加     | 英     | 奧     | 法     | 匈     | 比     | 荷     | 義大利 | 新     | 日     | 美     | 墨     | 聖     | 阿布   | 積分 | 名次 |
| ------ | ------------ | ----------------------------------- | ---- | ---- | --------------- | ------ | ------ | ------ | ------------------- | ------ | ------ | ------ | -------- | ------ | ------ | ------ | ------ | ------ | ------ | ------ | ------ | ------ | ------ | ------ | ------ | ------ | ------ | ---- | ---- |
| 2022年 | 威廉姆斯FW44 | 梅賽德斯F1 M13 EQ Power+ 1.6公升V6t | P    |      |                 |        |        |        |                     |        |        |        |          |        |        |        |        |        |        |        |        |        |        |        |        |        |        |      |      |
| 2022年 | 威廉姆斯FW44 | 梅賽德斯F1 M13 EQ Power+ 1.6公升V6t | P    | 6    | 尼古拉斯·拉提菲 | 16     | Ret    | 16     | 16                  | 14     | 16     | 15     | 15       | 16     | 12     | Ret    | Ret    | 18     | 18     | 18     | 15     | Ret    | 9      | 17     | 18     | 16     | 19†    | 8    | 第10 |
| 2022年 | 威廉姆斯FW44 | 梅賽德斯F1 M13 EQ Power+ 1.6公升V6t | P    | 23   | 亞歷山大·阿爾本 | 13     | 14†    | 10     | 11                  | 9      | 18     | Ret    | 12       | 13     | Ret    | 12     | 13     | 17     | 10     | 12     | WD     | Ret    | Ret    | 13     | 12     | 15     | 13     | 8    | 第10 |
| 2022年 | 威廉姆斯FW44 | 梅賽德斯F1 M13 EQ Power+ 1.6公升V6t | P    | 45   | 尼克·德弗里斯   |        |        |        |                     |        |        |        |          |        |        |        |        |        |        |        | 10     |        |        |        |        |        |        | 8    | 第10 |
| 來源:  |              |                                     |      |      |                 |        |        |        |                     |        |        |        |          |        |        |        |        |        |        |        |        |        |        |        |        |        |        |      |      |